# Ressel Rederi
Rederi Rederi AB är ett svenskt rederi, som sedan år 2000 bedrivit upphandlad och kommersiell sjöfart, i Stockholms hamn- och skärgård, säsongstrafik i Kalmarsund samt i Blekinge skärgård.
Företaget grundades 1992 som Ressel Consulting AB av Jochum Ressel, då ett konsultbolag. Ingår i Ressel Invest koncernen. 

## Fartygen i rederiet
- M/S Emelie
- M/S Emelie II
- M/S Dessi
- M/S Dessi II
- M/S Lisen
- M/S Lotten
- M/S Lote
- M/S Queen
- M/S Olliver
- M/S Grim
- M/S Vidskär
- M/S Sjöfrakt
- M/S Kungsholm

## Bildgalleri

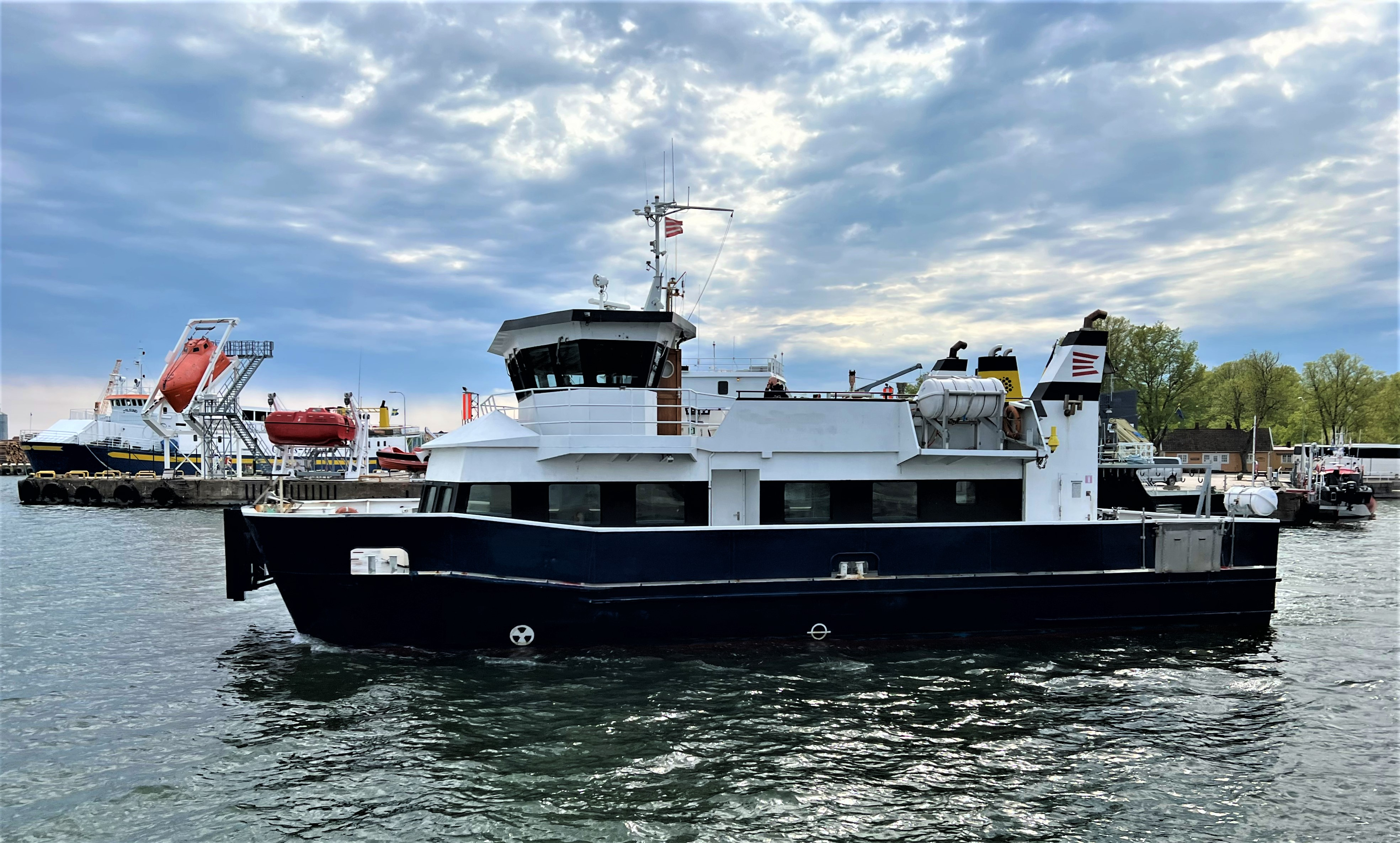
M/S Dessi i Kalmar på cykelfärjelinjen Kalmar–Färjestaden
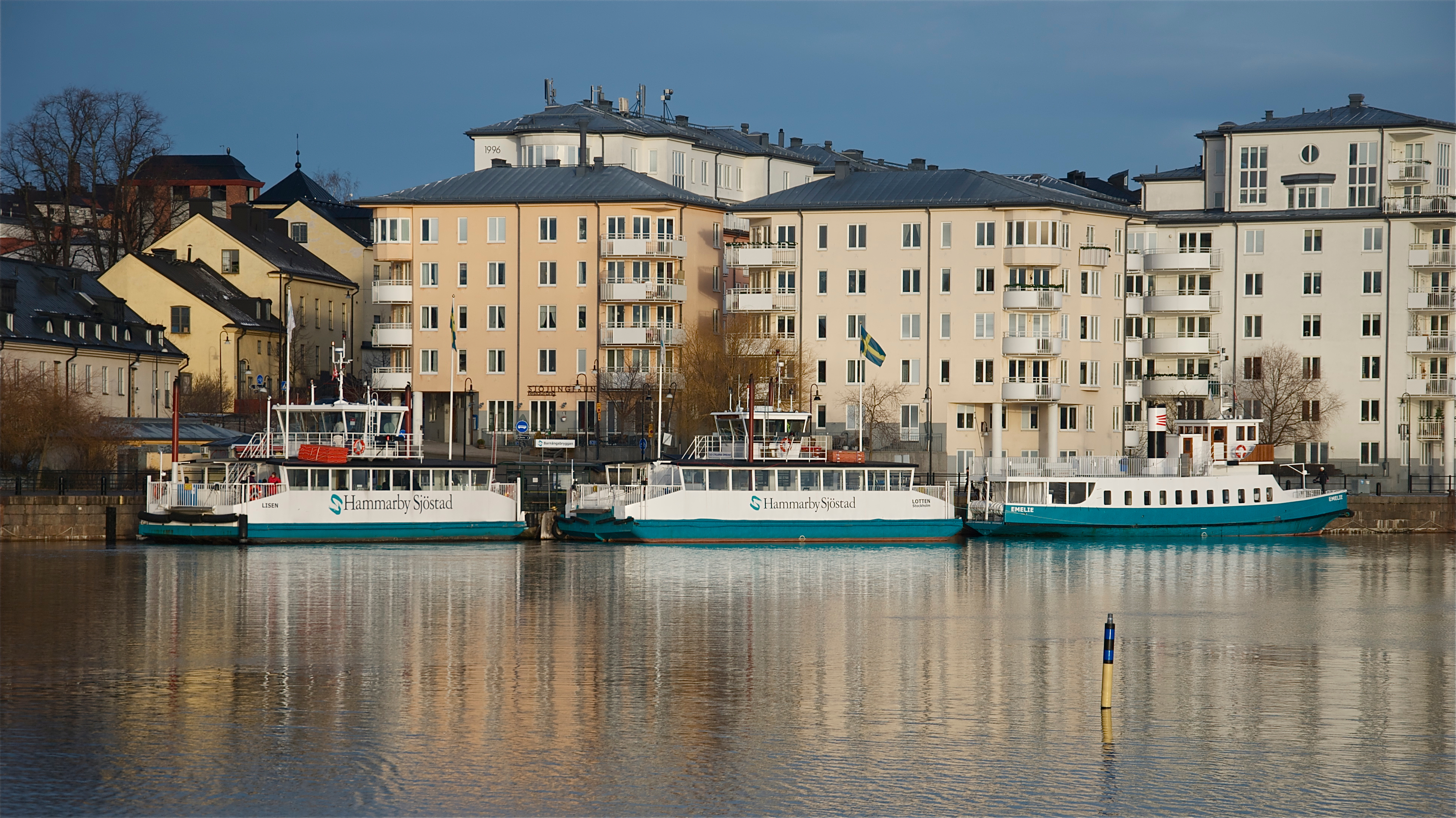
M/S Lisen, M/S Lotten och M/S Emelie i Hammarby sjöstad i Stockholm
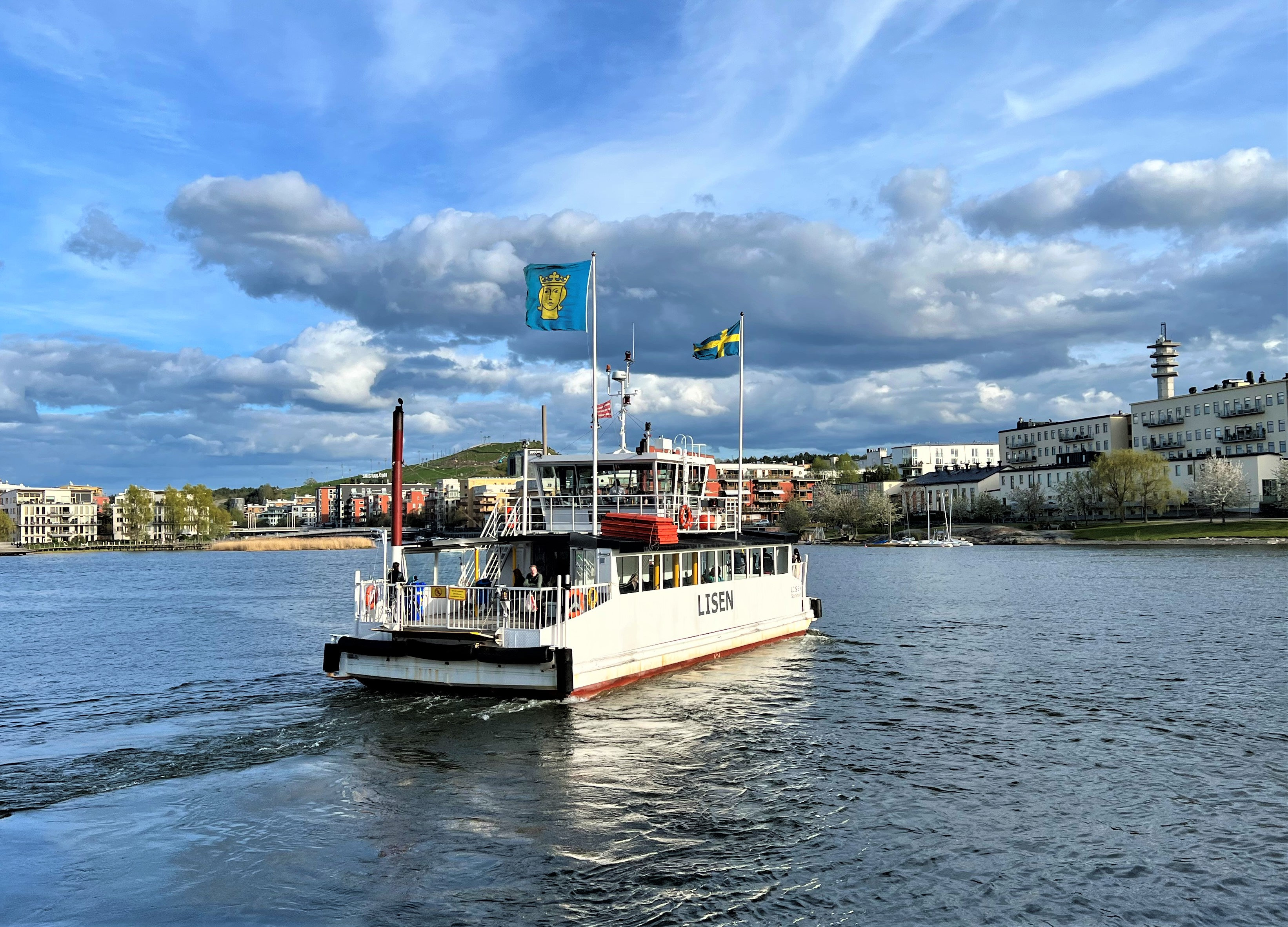
M/S Lisen
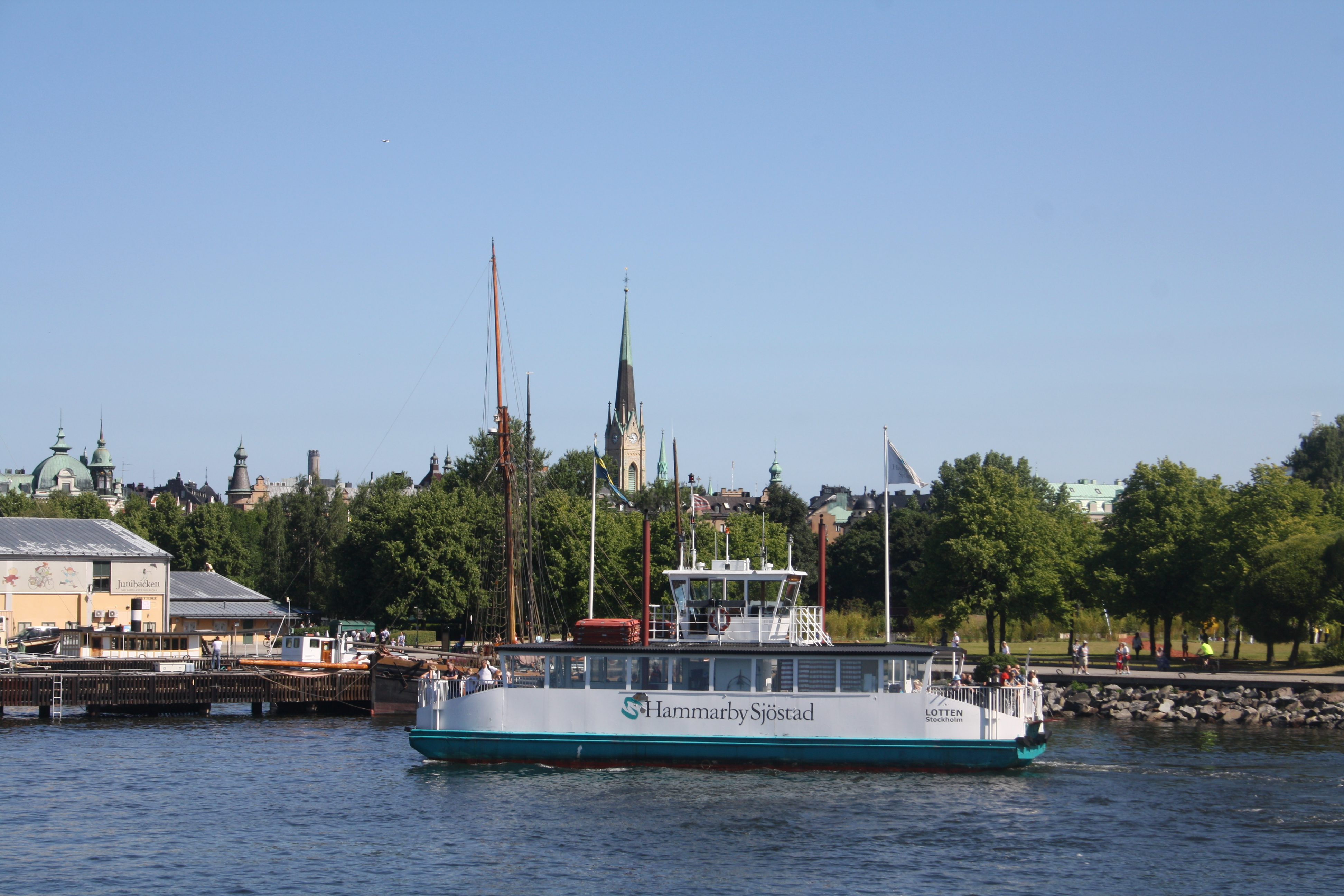
M/S Lotten
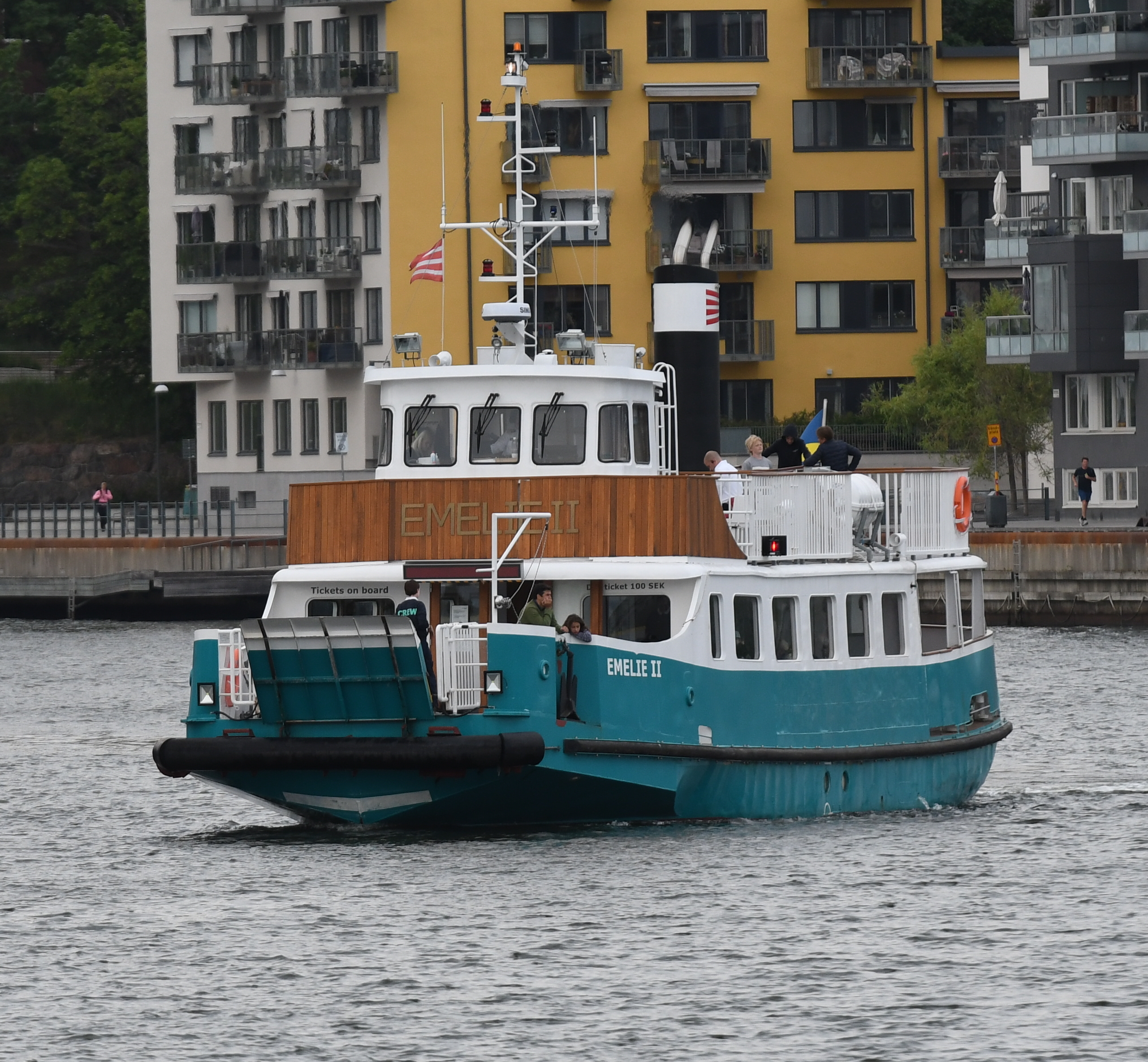
M/S Emelie II